# Memoriile omului invizibil (film)
Memoriile omului invizibil (în engleză Memoirs of an Invisible Man) este un film american SF de comedie din 1992 regizat de John Carpenter. Rolurile principale au fost interpretate de actorii Chevy Chase, Daryl Hannah și Sam Neill. Scenariul este vag bazat pe un roman omonim din 1987 de H. F. Saint.

## Distribuție
- Chevy Chase - Nick Halloway[9]
- Daryl Hannah - Alice Monroe[10]
- Sam Neill - David Jenkins
- Michael McKean - George Talbot
- Stephen Tobolowsky - Warren Singleton
- Jim Norton - Dr. Bernard Wachs
- Pat Skipper - Morrissey
- Paul Perri - Gomez
- Richard Epcar - Tyler
- Steven Barr - Clellan
- Gregory Paul Martin - Richard
- Patricia Heaton - Ellen
- Barry Kivel - a Drunk businessman
- Donald Li - a Cab driver
- Rosalind Chao - Cathy DiTolla
- Jay Gerber - Roger Whitman
- Shay Duffin - Patrick, the bartender
- Edmund L. Shaff - Edward Schneiderman
- Sam Anderson - Chairman of the House Committee
- Elaine Corral - News anchor
- Ellen Albertini Dow - Mrs. Coulson
- Jonathan Wigan - a Delivery boy
- I.M. Hobson - Maitre d'
- Rip Haight - a Helicopter pilot
- Aaron Lustig - a Technician

* Pseudonimul lui John Carpenter.

## Producție
Filmările au durat 84 de zile între aprilie și iunie 1991. Părți din film au fost turnate în Snowbird, Utah. Cheltuielile de producție s-au ridicat la 30-40 milioane $.

## Lansare și primire
A avut încasări de 14,4 milioane $. 
Filmul a avut recenzii negative din partea criticilor.